# 李江舟
李江舟（1968年1月—），男，安徽潜山人，中华人民共和国政府官员。现任中央駐港維護國家安全公署副署長、一级警监。

## 生平
李江舟毕业于中国人民公安大学侦察系毕业，大学学历，法学学士。1990年6月入党，同年7月进入北京市公安局工作。
1990年7月，任公安部一局四处科员、副主任科员。
1994年4月，任公安部办公厅秘书处主任；1996年1月，公安部办公厅部长办公室副处级秘书；1998年12月，公安部办公厅部长办公室正处级秘书。
2002年6月，任公安部港澳台办公室副主任（正处级）。2003年10月，公安部港澳台办公室副主任（副局级）。
2006年6月至2009年，河北保定市政府副市长（挂职）。
2010年，任公安部一局副局长。
2012年，任公安部國內安全保衛局局长；公安部港澳台办主任。
2016年12月，任公安部驻香港中联办警务联络部部长。
2020年7月，任中央人民政府駐香港特別行政區維護國家安全公署副署長。
2020年11月9日，因為“破壞香港自治及危害人權”而被美國列入特別指定國民和被封鎖人員名單。